# Benjamin Franklin Perry
Benjamin Franklin Perry (Distrito de Pickens, 20 de noviembre de 1805-Greenville, 3 de diciembre de 1886) fue un político, abogado y periodista estadounidense, que se desempeñó como el 72.° Gobernador de Carolina del Sur, habiendo sido designado en 1865 por el Presidente Andrew Johnson como el primer Gobernador tras el fin de la Guerra Civil Estadodunidense.

## Primeros años
Perry nació en noviembre de 1805 en el Distrito de Pickens y se educó en escuelas preparatorias en Asheville, en Carolina del Norte. En 1827 fue admitido como miembro del Colegio de Abogados de Carolina del Sur, pero se dedicó al periodismo y en 1832 se convirtió en editor del periódico Greenville Mountaineer. El periódico estaba firmemente en contra de la anulación y Perry pudo aprovechar su influencia al ser elegido como delegado tanto de la Convención de la Unión como de la Convención de Anulación. Turner Bynum, que era editor del periódico pro Calhoun Greenville Sentinel, se enfrentó a Perry en un duelo. El duelo se llevó a cabo en una isla en el río Tugaloo cerca del Ford de Hatton el 17 de agosto de 1832. Perry hirió de muerte a Bynum, quien murió esa noche.

## Carrera política
En 1836, Perry fue elegido miembro de la Cámara de Representantes de Carolina del Sur y sirvió durante seis años en aquel órgano legislativo, hasta que en 1842 perdió ante Warren R. Davis en 1834. Ganó la elección al Senado de Carolina del Sur en 1844, pero regresó a la Cámara de Representantes en 1849 y permaneció como miembro de esta hasta 1860. Mientras el movimiento de secesión crecía con gran velocidad en el estado en los años previos a la Guerra Civil, Perry fundó The Southern Patriot en 1851 para contrarrestar y difundir un mensaje unionista. A pesar de que Perry estaba firmemente en contra de la secesión, abrazó al estado cuando se separó y reunió a los residentes del norte del estado a favor de la causa confederada. Fue elegido nuevamente a la Cámara de Representantes en 1862 y sirvió hasta que fue nombrado Juez de Distrito de los Estados Confederados en 1864.
El 30 de junio de 1865, el presidente de Estados Unidos, Andrew Johnson, nombró a Perry como Gobernador Provisional de Carolina del Sur, debido a sus firmes posturas unionistas que había tenido antes de la guerra. El presidente ordenó a Perry que inscribiera votantes y dirigiera al estado en la redacción de una nueva constitución estatal. Los delegados en la convención constitucional siguieron en gran medida las pautas de Perry para la constitución, pero se desviaron al adoptar los códigos negros para prevenir el sufragio negro. El presidente Johnson, así como varios estadistas destacados de Carolina del Sur, instaron a que se otorgara el sufragio a los negros, al tiempo que se incluía una cláusula de calificación de propiedad. Una calificación de propiedad esencialmente privaría del derecho al voto a todos los negros sin dar la apariencia de deshonra hacia los negros y evitaría la imposición de términos duros por parte de los Republicanos Radicales.
Benjamin Franklin Perry dijo en 1865: "El africano ... ha sido en todas las edades, un salvaje o un esclavo. Dios lo creó inferior al hombre blanco en forma, color e intelecto, y ninguna legislación o cultura puede igualarlo... Su cabello, su forma y rasgos no competirán con la raza caucásica, y es en vano pensar en elevarlo a la dignidad del hombre blanco. Dios creó diferencias entre las dos razas y nada puede igualarlo".

## Vida posterior

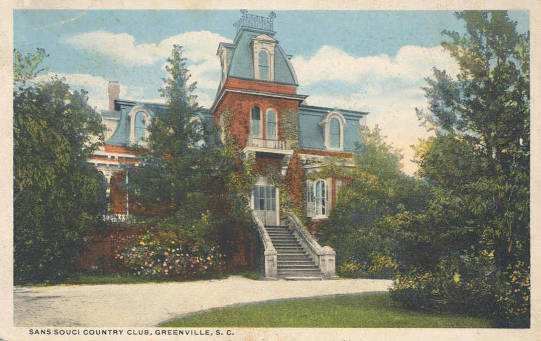
Sans Souci, antigua casa del gobernador Perry.

Una vez completada la constitución, se convocaron elecciones y Perry buscó ser elegido para el Senado de Estados Unidos. Fue elegido con éxito en representación de Carolina del Sur, junto con John Lawrence Manning, pero los republicanos radicales a cargo del Congreso se negaron a dejarlos posesionarse. En 1872, se postuló sin éxito para el cuarto escaño asignado a Carolina del Sur en  la Cámara de Representantes del Congreso, contra el republicano Alexander S. Wallace. Su hijo, William Hayne Perry, ganó con éxito la elección a la Cámara y fue miembro desde 1885 hasta 1891. Perry murió en Greenville el 3 de diciembre de 1886 y fue enterrado en el cementerio episcopal de Christ Church.